# Mekado
Mekado est un groupe allemand, représentant de l'Allemagne au Concours Eurovision de la chanson 1994.

## Histoire
Le trio est formé par Ralph Siegel avec Melanie Bender, Kati Karney et Dorkas Kiefer. Le nom du groupe est les premières syllabes des prénoms.
La chanson Wir geben 'ne Party est troisième du concours avec 128 points. Cependant ni le single ni l'album n'ont de succès. Il est fait une version anglaise, We’re Givin’ a Party.
Le groupe se sépare peu après.

## Discographie
Album
- We’re Givin’ a Party (1994), Jupiter Records

Singles
- We’re Givin’ a Party / Mr. Radio / Wir geben ’ne Party / We’re Givin’ a Party (Maxi Version) (1994), Jupiter Records
- Together in Blue Jeans / Change (1994), Jupiter Records